# Campionato nordico di calcio 1972-1977
Il Campionato nordico di calcio 1972-1977 (Nordisk Mesterskap 1972-1977) fu l'undicesima edizione del Campionato nordico di calcio, competizione calcistica per nazione riservata ai paesi scandinavi. La competizione si svolse in forma itinerante dal 28 maggio 1972 al 18 agosto 1977 e vide la partecipazione di quattro squadre: Danimarca, Finlandia, Norvegia e Svezia.

## Formula
- Qualificazioni

Nessuna fase di qualificazione. Le squadre sono qualificate direttamente alla fase finale.
- Fase finale

Girone unico - 4 squadre, giocano partite di andata e ritorno per due turni. La vincente si laurea campione dei Paesi Nordici.

## Squadre partecipanti
| Pr. | Squadra   | Data di qualificazione certa | Partecipante in quanto | Partecipazioni precedenti al torneo                                                                               | Ultima presenza |
| --- | --------- | ---------------------------- | ---------------------- | --- | --------------- |
| 1   | Danimarca | -                            | Qualificata di diritto | 10 (1924-1928, 1929-1932, 1933-1936, 1937-1947, 1948-1951, 1952-1955, 1956-1959, 1960-1963, 1964-1967, 1968-1971) | 1968-1971       |
| 2   | Finlandia | -                            | Qualificata di diritto | 9 (1929-1932, 1933-1936, 1937-1947, 1948-1951, 1952-1955, 1956-1959, 1960-1963, 1964-1967, 1968-1971)             | 1968-1971       |
| 3   | Norvegia  | -                            | Qualificata di diritto | 10 (1924-1928, 1929-1932, 1933-1936, 1937-1947, 1948-1951, 1952-1955, 1956-1959, 1960-1963, 1964-1967, 1968-1971) | 1968-1971       |
| 4   | Svezia    | -                            | Qualificata di diritto | 10 (1924-1928, 1929-1932, 1933-1936, 1937-1947, 1948-1951, 1952-1955, 1956-1959, 1960-1963, 1964-1967, 1968-1971) | 1968-1971       |

Nella sezione "partecipazioni precedenti al torneo", le date in grassetto indicano che la nazione ha vinto quella edizione del torneo, mentre le date in corsivo indicano la nazione ospitante.

## Fase finale

### Girone unico

#### Classifica
| Pos | Squadra   | P.ti | G  | V | N | P | GF | GS | DR  |
| --- | --------- | ---- | -- | - | - | - | -- | -- | --- |
| 1   | Svezia    | 18   | 12 | 8 | 2 | 2 | 24 | 9  | +15 |
| 2   | Danimarca | 17   | 12 | 7 | 3 | 2 | 15 | 7  | +8  |
| 3   | Norvegia  | 7    | 12 | 2 | 3 | 7 | 12 | 19 | -7  |
| 4   | Finlandia | 6    | 12 | 0 | 4 | 8 | 10 | 26 | -16 |

#### Risultati
| Turku 28 maggio 1972 | Finlandia     | 0 – 0 referto | Norvegia | Kupittaan Jalkapallostadion (4 828 spett.)\| Arbitro: \| Curt Nystrand \| |
| Arbitro:             | Curt Nystrand |               |          |                                                                           |

| Arbitro: | Rolf Hennum Andersen |

|                                |           |  |
| Kristensen 46’, 83’ Bjerre 18’ | Marcatori |  |

| Arbitro: | Amders Mattson |

|              |           |  |
| Sandberg 33’ | Marcatori |  |

| Arbitro: | Kurt Ohlsen |

|                    |           |                              |
| Fuglset 59’ (rig.) | Marcatori | Edström 14’, 60’ 86’ Larsson |

| Arbitro: | Rolf Arnshed |

|          |           |  |
| Dahl 11’ | Marcatori |  |

| Arbitro: | Henry Øberg |

|            |           |                 |
| Leback 41’ | Marcatori | 46’ Suomalainen |

| Arbitro: | Edgar Pedersen |

|             |           |                              |
| Suhonen 34’ | Marcatori | 49’ Torstensson 88’ Svensson |

| Arbitro: | Georg Krutelew |

|  |           |            |
|  | Marcatori | 32’ Hansen |

| Arbitro: | Olavi Peltola |

|  |           |                              |
|  | Marcatori | 26’ Sandberg 87’ Torstensson |

| Arbitro: | Egil Bergstad |

|                 |           |                |
| Paatelainen 71’ | Marcatori | 42’ Pettersson |

| Arbitro: | Edgar Helmut Pedersen |

|                            |           |            |
| Fredriksson 53’ Tapper 67’ | Marcatori | 37’ Hestad |

| Arbitro: | Erik Fredriksson |

|              |           |                               |
| Johansen 73’ | Marcatori | 31’ Heiskanen 37’ Paatelainen |

| Arbitro: | Erik Fredriksson |

|                               |           |                                                        |
| Toivola 4’, 67’ Heiskanen 65’ | Marcatori | 14’, 86’ (rig.) Kvia 49’ Skuseth 83’ Lund 85’ Thunberg |

| Arbitro: | Erik Axelryd |

|                                  |           |  |
| Bjørnmose 14’ Vihtilä 86’ (aut.) | Marcatori |  |

| Malmö 25 settembre 1975 | Svezia           | 0 – 0 referto | Danimarca | Malmö Stadion (22 187 spett.)\| Arbitro: \| Svein-Inge Thime \| |
| Arbitro:                | Svein-Inge Thime |               |           |                                                                 |

| Arbitro: | Ivar Fredriksen |

|  |           |                               |
|  | Marcatori | 49’ Torstensson 58’ Linderoth |

| Bergen 24 giugno 1976 | Norvegia     | 0 – 0 referto | Danimarca | Brann Stadion (15 000 spett.)\| Arbitro: \| Ulf Eriksson \| |
| Arbitro:              | Ulf Eriksson |               |           |                                                             |

| Arbitro: | Torben Månsson |

|                                                                                   |           |  |
| Sjöberg 25’, 56’ Ljungberg 39’ (rig.) Werner 59’ (rig.) Nilsson 81’ Börjesson 82’ | Marcatori |  |

| Arbitro: | Mauri Laakso |

|                                               |           |  |
| Røntved 6’ (rig.) K. Hansen 40’ H. Hansen 85’ | Marcatori |  |

| Arbitro: | Gunnar Hellgren |

|                               |           |                             |
| Thunberg 4’, 17’ Jacobsen 87’ | Marcatori | 53’ Torstensson 82’ Sjöberg |

| Arbitro: | Tapani Sahlström |

|               |           |                 |
| Linderoth 66’ | Marcatori | 49’ Torstensson |

| Arbitro: | Harry Øberg |

|                          |           |            |
| Røntved 48’ Simonsen 71’ | Marcatori | 63’ Nordin |

| Arbitro: | Lars Åke Björck |

|              |           |                        |
| Nieminen 83’ | Marcatori | 58’, 61’ Elkjær Larsen |

| Arbitro: | Poul Jørgen Jensen |

|             |           |                 |
| Iversen 15’ | Marcatori | 86’ Paatelainen |

## Statistiche

### Classifica marcatori
| Gol |  |  | Giocatore         | Squadra   |
| --- |  |  | ----------------- | --------- |
| 4   |  |  | Conny Torstensson | Svezia    |
| 3   |  |  | Matti Paatelainen | Finlandia |
| 3   |  |  | Stein Thunberg    | Norvegia  |